# Bilalići (Teočak)
Pour les articles homonymes, voir Bilalići.
Bilalići (en cyrillique : Билалићи) est un village de Bosnie-Herzégovine. Il est situé dans la municipalité de Teočak, dans le canton de Tuzla et dans la fédération de Bosnie-et-Herzégovine. Selon les premiers résultats du recensement bosnien de 2013, il compte 1 011 habitants.
Avant 1991, le village était rattaché à la localité de Stari Teočak ; depuis 1991, il est recensé comme une entité administrative à part entière. Avant la guerre de Bosnie-Herzégovine, il faisait entièrement partie de la municipalité d'Ugljevik ; après la guerre, son territoire a été partiellement rattaché à la municipalité de Teočak nouvellement créée et intégrée à la fédération de Bosnie-et-Herzégovine.

## Démographie

### Évolution historique de la population dans la localité
| 1948 | 1953 | 1961 | 1971 | 1981 | 1991 | 2013  |
| ---- | ---- | ---- | ---- | ---- | ---- | ----- |
| -    | -    | -    | -    | -    | 962  | 1 011 |

|  |